# Bergum
Bergum, är en stadsdel och ett primärområde i stadsområde Nordost i Göteborgs kommun, samt kyrkbyn i Bergums socken. 
Bergum ingick under åren 2011–2020 i stadsdelsnämndsområdet Angered, vilket sammanfaller med Angereds och Bergums socknar. Dessförinnan tillhörde det stadsdelsnämndsområdet Lärjedalen.

## Historia
Bergum utgjorde en landskommun, Bergums landskommun, fram till 1952, då den uppgick i Stora Lundby landskommun. År 1967 införlivades Bergum med Göteborgs stad, och planerades för en omfattande förortsbebyggelse. Expansionen blev inte så stor som tänkt, och området har istället bebyggts med villor.

## Nyckeltal

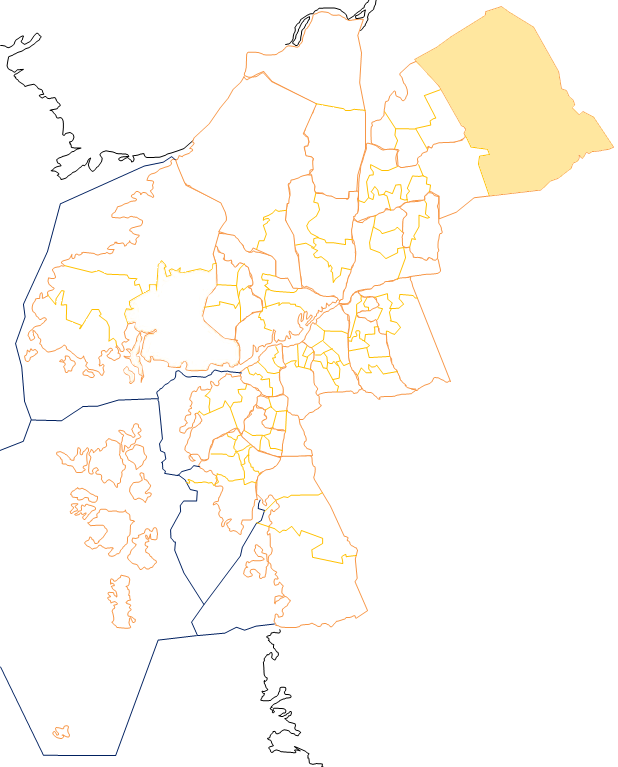
Primärområdet Bergum

Nyckeltalen redovisar statistik som beskriver Göteborg och dess 96 delområden, primärområden, per den 31 december och kan användas för att jämföra de olika områdena. Nedan redovisas uppgifter för primärområdet och jämförelse görs mot uppgifterna för hela kommunen.
|                                                           | Bergum     | Hela Göteborg |
| --------------------------------------------------------- | ---------- | ------------- |
| Folkmängd                                                 | 5 259      | 587 549       |
| Befolkningsförändring 2020–2021                           | +11        | +4 493        |
| Andel födda i utlandet                                    | 18,0 %     | 28,3 %        |
| Andel utrikes födda eller med två utrikes födda föräldrar | 27,4 %     | 38,1 %        |
| Medelinkomst                                              | 367 400 kr | 332 400 kr    |
| Arbetslöshet                                              | 3,6 %      | 6,6 %         |
| Antal ersatta dagar från F-kassan per person (16-64 år)   | 22,0       | 19,5          |
| Andel med eftergymnasial utbildning (minst 3 år)          | 27,0 %     | 37,9 %        |
| Andel bostäder byggda 2001–2010                           | 22,9 %     |               |
| Andel bostäder i allmännyttan                             | 0,0 %      | 25,9 %        |
| Antal färdigställda bostäder 2021                         | 11         |               |
| Andel bostäder i småhus                                   | 90,1 %     | 18,3 %        |

## Stadsområdes- och stadsdelsnämndstillhörighet
Primärområdet tillhörde fram till årsskiftet 2020/2021 stadsdelsnämndsområdet Angered och ingår sedan den 1 januari 2021 i stadsområde Nordost.